# Bankgeheimnis
Das Bankgeheimnis (eigentlich Bankkundengeheimnis; englisch banking secrecy) besteht aus der Pflicht der Kreditinstitute zur Verschwiegenheit über kundenbezogene Tatsachen und Wertungen, die ihnen aufgrund, aus Anlass oder im Rahmen der Geschäftsverbindung zum Bankkunden bekannt geworden sind und die der Kunde geheim zu halten wünscht. Aus privatrechtlicher Sicht handelt es sich um eine Nebenpflicht aus dem Bankvertrag. Verfassungsrechtliche Grundlage ist die Drittwirkung der Grundrechte des allgemeinen Persönlichkeitsrechts (in Deutschland: Art. 2 Abs. 1 GG) sowie der Berufsfreiheit (in Deutschland: Art. 12 Abs. 1 GG), die den Datenschutz auch im Bankrecht begründen, ihm aber auch Grenzen setzen.

## Allgemeines
Das Bankgeheimnis zählt zu Elementen des Schutzes der Privatsphäre des Menschen, steht jedoch im Konflikt mit dem Anspruch des Staates auf eine zutreffende und gleichmäßige Besteuerung von Vermögen und Zinseinnahmen.

### Bankgeheimnis in Deutschland
Neben seiner Herleitung aus den Grundrechten und aus den Treue- und Sorgfaltspflichten aus dem Bankvertrag wird das Bankgeheimnis zwischen Kreditinstitut und Kunde sowohl vom Gesetzgeber als auch von der Rechtsprechung als bestehend vorausgesetzt und wegen der langen Übung – seit dem Jahr 1619 – als vorkonstitutionelles Gewohnheitsrecht anerkannt. Die Wahrung des Bankgeheimnisses wird über vertragliche Regelungen garantiert. So sichern die AGB in Ziff. 1 AGB zu, dass diese das Bankgeheimnis wahren. Diese Vereinbarung in den AGB kann jedoch lediglich deklaratorischen Charakter entfalten. Vorzugswürdig erscheint es deshalb, das Bankgeheimnis als Gewohnheitsrecht einzuordnen oder seine rechtliche Grundlage in § 311 BGB zu suchen. Danach entsteht mit der Aufnahme geschäftlicher Kontakte ein gesetzliches Schuldverhältnis. Tritt der Kunde mit seiner Bank in geschäftlichen Kontakt, fällt dieser Austausch von Informationen also bereits unter den Schutz des Bankgeheimnisses.

#### Zweck
Zum einen wird durch das Bankgeheimnis das Recht des Kunden auf informationelle Selbstbestimmung (Art. 2 GG) verwirklicht. Zum anderen wird das Berufsrecht des Kreditinstituts auf freie Berufsausübung als Ausfluss aus Art. 12 GG durch das Bankgeheimnis geschützt. Dem Kreditinstitut kommt das Recht zu, Auskünfte über ihre Kunden bzw. deren wirtschaftliche Verhältnisse gegenüber jedermann zu verweigern. Ausnahmen sind nur dann möglich, wenn dieses Verweigerungsrecht durch spezialgesetzliche Regelungen durchbrochen wird. Durch das Bankgeheimnis soll das Vertrauensverhältnis zwischen Kreditinstitut und Kunden geschützt werden.

#### Durchbrechung durch Informationspflichten
In Deutschland müssen Kreditinstitute dem Bundeszentralamt für Steuern (BZSt) die Höhe der angemeldeten Freibeträge für Kapitalerträge und deren Inanspruchnahmen melden. Dies lässt Rückschlüsse auf die Höhe des durchschnittlichen Kontostands zu. Bei Beziehern öffentlicher Leistungen, die davon abhängig sind, dass der Antragsteller über kein anrechenbares Vermögen bzw. Einkommen verfügt (z. B. BAföG, Sozialhilfe und Arbeitslosengeld), wird die Prüfung in begründeten Einzelfällen vorgenommen. Die Zinsinformationsverordnung (ZIV) regelt die Meldepflicht von Zinszahlungen (§ 4 Abs. 2, § 8 ZIV).

#### Steuerrecht
Die Kreditinstitute haben der Finanzbehörde die zur Feststellung eines für die Besteuerung erheblichen Sachverhalts die erforderlichen Auskünfte zu erteilen (§ 93 Abs. 1 Satz 1 AO). Auskunftsersuchen der Finanzbehörden sollen an Kreditinstitute erst gestellt werden, wenn eine Ermittlung beim Steuerpflichtigen selbst nicht zum Ziel geführt hat oder keinen Erfolg verspricht (§ 93 Abs. 1 Satz 3 AO). Diese Auskunftspflicht anderer Personen ist gegenüber der Auskunftspflicht der Beteiligten grundsätzlich subsidiär. Für die Steuerfahndung gilt dies aber nicht (§ 208, Abs. 1, Satz 3 AO). Ob eine Ermittlung beim Steuerpflichtigen selbst nicht zum Ziel führt oder keinen Erfolg verspricht, hat das Finanzamt durch eine Prognoseentscheidung im Wege vorweggenommener Beweiswürdigung zu prüfen. Die Sachaufklärung verspricht keinen Erfolg, wenn sie nach den Umständen des Einzelfalls oder nach den bisherigen Erfahrungen des Finanzamtes von den Beteiligten nicht zu erwarten ist. Dies ist z. B. der Fall, wenn die Person des Steuerpflichtige unbekannt ist, der Steuerpflichtige keine Kenntnis von dem Sachverhalt hat, der Steuerpflichtige nicht mitwirkt oder wenn Zweifel an der Richtigkeit der vom Steuerpflichtige erteilten Auskunft bestehen.
Finanzbehörden dürfen weiter Auskunftsersuchen an Kreditinstitute über eine ihr noch unbekannte Anzahl von Sachverhalten mit dem Grunde nach bestimmbaren, ihr noch nicht bekannten Personen stellen (§ 93 Abs. 1a AO).
Kreditinstitute sind verpflichtet, nach dem Tod des Kunden die jeweiligen Guthaben und Schließfächer der Erbschaftsteuerstelle zu melden (§ 33 ErbStG i. V. m. § 1 ErbStDV).

#### Ermittlungsverfahren und Strafprozess
Kein Bankgeheimnis besteht im Ermittlungsverfahren. Dort besteht ein Zeugnisverweigerungsrecht nur für Berufsgeheimnisträger (§§ 53 bis 55 StPO). Deshalb besteht für Bankangestellte im Ermittlungsverfahren kein Zeugnisverweigerungsrecht. Die Mitarbeiter sind deshalb zur Aussage verpflichtet. Im Rahmen der Zeugenvernehmung sind die Inhaber, Organe und Mitarbeiter der Kreditinstitute verpflichtet zu erscheinen und zur Sache auszusagen (gemäß § 161a StPO vor der Staatsanwaltschaft sowie gem. § 163 Abs. 3 StPO und den dort genannten Voraussetzungen vor der Polizei).
Eine Ausnahme besteht lediglich, wenn einem Bankmitarbeiter die Beihilfe zu einer von einem Kunden begangenen Steuerhinterziehung vorgeworfen wird; er ist als Beschuldigter dann nicht zu einer Aussage gegen sich selbst verpflichtet. Die Staatsanwaltschaft darf Geschäftsunterlagen und Datenträger des Kreditinstitutes beschlagnahmen (§ 94 Abs. 2, § 98 StPO), sofern diese als Beweismittel von Bedeutung sind. Im Rahmen des § 103 StPO kann auch die Durchsuchung der Geschäftsräume des Kreditinstituts angeordnet werden. Sowohl die Beschlagnahme als auch die Durchsuchungsanordnung bedürfen eines richterlichen Beschlusses (Ausnahme: Gefahr im Verzug).

#### Zivilprozess
Im Zivilprozess sind Zeugen berechtigt, die Aussage hinsichtlich solcher Tatsachen zu verweigern, die ihnen kraft ihres Amtes anvertraut wurden und deren Geheimhaltung ihrer Natur nach geboten ist, sowie hinsichtlich solcher Fragen, die sie ohne Offenbarung eines Gewerbegeheimnisses nicht beantworten könnten (§ 383 Abs. 1 Nr. 6 und § 384 Nr. 3 ZPO). Auch das Bankgeheimnis gehört zu den durch diese Regelungen geschützten Geheimnissen. Ein Bankmitarbeiter muss im Zivilprozess sein Zeugnis verweigern und darf nicht aussagen, weil die Allgemeinen Geschäftsbedingungen die vertragliche Verpflichtung des Kreditinstitutes enthalten, das Bankgeheimnis zu wahren. Etwas anderes gilt, wenn der Kunde sein Einverständnis erklärt und den Bankmitarbeiter von der Verpflichtung zur Wahrung des Bankgeheimnisses entbunden hat. Das gilt entsprechend im Arbeitsgerichtsprozess (§ 46 Abs. 2 ArbGG), im Verwaltungsgerichtsverfahren (§ 98 VwGO) und im Sozialgerichtsverfahren (§ 118 Abs. 1 SGG).

#### Bankgeheimnis und Bankauskunft
Kunden und Kreditinstitute haben ein Interesse daran, dass Kreditinstitute im Rahmen des banküblichen Geschäftsverkehrs Bankauskünfte erteilen. Dieses Interesse kollidiert jedoch mit dem Bankgeheimnis. Um dennoch Bankauskünfte zu ermöglichen, regeln die AGB der einzelnen Banken die Bankauskunft. Einerseits sind Bankauskünfte sehr allgemein formuliert und enthalten keinesfalls detaillierte Angaben etwa über Guthaben oder Kredite. Andererseits bleibt es allen Kunden unbenommen, Auskünfte über sich zu verbieten. Privatpersonen müssen grundsätzlich ihre Zustimmung erteilen; über Firmen hingegen werden Auskünfte erteilt, es sei denn, sie verbieten die Auskunftserteilung.

## Bankgeheimnis international

### Bankgeheimnis als Gegenstand der Politik von EU und USA
Der Foreign Account Tax Compliance Act (FATCA, beschlossen von den USA im März 2010) soll verhindern, dass US-Steuerpflichtige ihr Vermögen in ausländische Steuerparadiese schaffen. Der FATCA verpflichtet in den USA ansässige Banken, automatisch Namen, Anschriften, Kontostand und Kontobewegungen von Anlegern an die US-Steuerbehörde zu melden. Das führte dazu, dass einige große europäische Banken wie UBS, ING oder Deutsche Bank ausgewählte Handelsabteilungen in den USA schlossen, die bis dahin als eine Art Brücke dienten, um Geld nach Europa zu schaffen.
Am 14. Oktober 2014 vereinbarten alle Finanzminister der EU-Staaten, das Bankgeheimnis ab 2017 in Bezug auf Steuerhinterzieher abzuschaffen. Zwischen den EU-Staaten wird ein automatischer Datenausgleich vereinbart.

### OECD-Standard zum automatischen Informationsaustausch
Die Mitgliedsländer der OECD haben einen gemeinsamen Standard zum automatischen Informationsaustausch entwickelt. Am 14. Februar 2014 veröffentlichten sie den „Standard for Automatic Exchange of Financial Account Information“. Auch die Schweiz nahm an diesen Gesprächen teil. Die Schweizer Regierung betonte lange, man werde erst bei einem solchen System mitmachen, wenn der Standard weltweit gelte. Im Mai 2014 revidierte sie dies (siehe Schweizer Bankgeheimnis).

### Bankgeheimnis in Österreich
In Österreich ist das Bankgeheimnis im § 38 Bankwesengesetz (Verfassungsbestimmung) geregelt. Demnach dürfen Banken Auskünfte nur aufgrund richterlichen Auftrags geben, wenn ein Strafverfahren anhängig ist, oder wenn ein verwaltungsbehördliches Finanzstrafverfahren wegen eines vorsätzlich begangenen Finanzvergehens, ausgenommen einer Finanzordnungswidrigkeit, eingeleitet worden ist, oder z. B. im Todesfall gegenüber dem Abhandlungsgericht. Auch staatliche Stellen bekommen keine Auskünfte. Bei ausländischen Strafverfahren dürfen Auskünfte nur im Rahmen von Rechtshilfeabkommen gegeben werden und auch nur dann, wenn der gleiche Fall in Österreich ebenfalls zu einer Kontenöffnung führen würde.
Damit Kapitalerträge trotzdem besteuert werden können, wird eine Kapitalertragsteuer (KESt) mit einem fixen Steuersatz von der Bank einbehalten und an das Finanzamt abgeliefert. Damit sind die Einkommensteuer und eine eventuell anfallende Erbschaftsteuer abgegolten. Diese Steuer wird auch als Quellensteuer bezeichnet.
Gefallen ist allerdings die Anonymität des Sparbuches im Jahre 2002 (mit Übergangsfristen): ein Sparbuchinhaber muss sich gegenüber der Bank ausweisen, was früher nicht der Fall war.
Das Bankgeheimnis Österreichs bleibt – trotz der EU-Zinssteuer-Richtlinie – bestehen. Österreich meldet keine Daten an ausländische Behörden. Stattdessen führen Banken anonym Quellensteuern ab. In einem richtungsweisenden Erkenntnis hat der Verwaltungsgerichtshof klargestellt, dass nicht jedes ausländische Finanzstrafverfahren eine Durchbrechung des österreichischen Bankgeheimnisses rechtfertigt.
Eine Kontoauskunft kann nur ein österreichisches Gericht verfügen, unabhängig davon, ob der Inhaber Österreicher oder Ausländer ist und ob er im In- oder Ausland wohnt. Informative Auskünfte über Konten an andere Behörden, wie sie in Deutschland üblich sind, stellen in Österreich eine Straftat dar. Werden Organen von Behörden sowie der Oesterreichischen Nationalbank bei ihrer dienstlichen Tätigkeit Tatsachen bekannt, die dem Bankgeheimnis unterliegen, so haben sie das Bankgeheimnis als Amtsgeheimnis zu wahren.
Am 20. März 2014 hat die EU einen Durchbruch gegen die grenzüberschreitende Steuerflucht erzielt, nachdem Luxemburg und Österreich ihren Widerstand gegen den seit 2008 auf dem Tisch liegenden Vorschlag aufgegeben hatten.
Mit 1. Oktober 2016 ist das zentrale Kontenregister in Kraft getreten. Darin sind alle in Österreich geführten Konten und Depots aufgelistet. Die Meldepflicht gilt rückwirkend seit 1. März 2015. Seit 2017 erfolgt der weltweite Austausch von Kontodaten ausländischer Kunden über die nationalen Steuerbehörden.

### Bankgeheimnis in Luxemburg
Luxemburgs Finanzminister Luc Frieden erklärte in der Frühjahrskonferenz 2009 vor der Association of the Luxembourg Fund Industry (ALFI), Luxemburg werde voll die Standards der OECD Model Tax Convention übernehmen. Die Luxemburger Regierung bestehe darauf, dass der Informationsaustausch, wie er von der OECD definiert sei, als der einzig verbindliche Standard in der EU anerkannt werde.
„Mit der Unterzeichnung des Doppelbesteuerungsabkommens haben Luxemburg und Deutschland ihren Streit um das Bankgeheimnis beigelegt.“ So schrieb das Luxemburger Wort am 11. Dezember 2009. Der deutsche Finanzminister Wolfgang Schäuble machte deutlich, dass für ihn „das Abkommen die erste Etappe zu einem automatischen Informationsaustausch“ sei.
Für Luxemburg komme es vorrangig darauf an, dass die internationalen Regelungen einheitlich angewandt werden und Luxemburg nicht durch ungleiche Behandlung Nachteile erleide, so Luc Frieden im Interview mit d’Lëtzebuerger Land. Beim G-20-Gipfel am 2. April 2009 in London hatten die Verfechter des automatischen Datenaustauschs ihre Pläne nicht umgesetzt. Stattdessen wurde der Austausch von Steuerinformationen auf Anfrage als OECD-Standard festgesetzt.
Die Europäische Union bekennt sich jedoch zum automatischen Informationsaustausch. Von den aktuell 27 Mitgliedern der Europäischen Union wenden bereits 25 Mitglieder den automatischen Informationsaustausch an. Lediglich Luxemburg und Österreich müssen den automatischen Informationsaustausch erst nach einer Übergangszeit anwenden. Diese Übergangszeit kann jedoch jederzeit durch Beschluss des Ministerrats der Europäischen Union für beendet erklärt werden.
Die luxemburgische Regierung kündigte am 10. April 2013 an, ab 1. Januar 2015 Zinserträge (Ausnahme bei Dividenden) automatisch an die Mitgliedstaaten der EU zu übermitteln. Am 29. April 2013 kündigte die luxemburgische Regierung an, deutlich mehr Informationen austauschen zu wollen als die Zinserträge auf Bankkonten. „Wir werden sicher an der Spitze weiterer Initiativen stehen“, sagte Finanzminister Luc Frieden. Am 29. April 2013 kündigte der luxemburgische Finanzminister zudem an, Luxemburg sei offen dafür, auch Informationen über das Finanzgebaren großer Konzerne weiterzugeben.
Am 20. März 2014 hat die EU einen Durchbruch gegen die grenzüberschreitende Steuerflucht erzielt, nachdem Luxemburg und Österreich ihren Widerstand gegen den seit 2008 auf dem Tisch liegenden Vorschlag aufgegeben hatten.

### Bankgeheimnis in Singapur
Am 6. Mai 2014 wurde bekannt, dass Singapur die Multilateral Convention on Mutual Administrative Assistance in Tax Matters der OECD ratifiziert, was de facto der Abschaffung des Bankgeheimnisses gleicht.
Im Rahmen dieses Abkommens, welches 2015 bereits von mehr als 51 Ländern unterzeichnet wurde, hat Singapur sich verpflichtet ab 2018 mit ausländischen Steuerbehörden selbsttätig Informationen auszutauschen.